# Rycerzowa-Hütte
Die Rycerzowa-Hütte (pl. Bacówka PTTK na Rycerzowej) liegt auf einer Höhe von 1120 Metern Höhe in Polen in den Saybuscher Beskiden am Nordhang der Wielka Rycerzowa. Das Gebiet gehört zur Gemeinde Ujsoły. Die Hütte ist nach der Alm Hala Rycerzowa bekannt. Dieser Name lässt sich als Ritteralm übersetzen.

## Geschichte
Die erste Hütte wurde 1975 von der Polnische Tatra-Gesellschaft eröffnet. Im gleichen Jahr wurde eine Zufahrtsstraße angelegt. 2012 wurde die alte Hütte jedoch komplett erneuert. Die Hütte liegt in der Nähe von drei Naturreservaten. Sie steht im Eigentum des PTTK. 

## Touren
Gipfel in der näheren Umgebung der Hütte sind:
- Wielka Racza (1236 m) – zu erreichen über Zwardoń
- Wielka Rycerzowa (1226 m)
- Mała Rycerzowa (1207 m)
- Muńcuł (1165 m) – zu erreichen über Ujsoły